# Charles Adelle Lewis Totten
Charles Adelle Lewis Totten (New London, 3 febbraio 1851 – 12 aprile 1908) è stato un militare, scrittore e professore di tattica militare statunitense.

## Biografia
Charles Totten nacque in una famiglia militare (il padre James Totten era generale di brigata e lo zio Joseph Gilbert Totten era a capo dello United States Army Corps of Engineers).  Si laureò all'Accademia Militare degli Stati Uniti, ed insegnò scienza e tattica militare presso il Massachusetts Agricultural College (oggi noto come University of Massachusetts Amherst), per poco tempo a West Point, e servì l'esercito con l'artiglieria del Missouri prima di essere assunto come professore di tattica militare presso l'università di Yale dal 1889 al 1892. Charles Totten e W. R. Livermore vengono considerati i primi ad aver importato il wargame dalla Germania agli Stati Uniti d'America. Il libro di Totten sul Kriegspiel fu pubblicato nel 1880.
Nel 1884 brevettò un sistema di pesi e misure.
Rassegnò le dimissioni nel 1892, dedicando buona parte della vita rimanente alla scrittura, soprattutto su tematiche di cronologia biblica, profezie bibliche, piramidologia ed israelismo britannico.  Fu uno scrittore prolifico, scrivendo oltre 180 libri ed articoli, tra cui una serie di 26 volumi intitolata "Our Race", in cui difendeva l'israelismo britannico. Ancora oggi le sue opere esercitano influenza in alcuni circoli di sionismo cristiano.

## Alcune opere
- Laws of Athletics and General Rules
- The gospel of history;: An interwoven harmony of Matthew, Mark, Luke, and John, with their collaterals, jointly and severally re-translated and consolidated word-by-word into one composite truth
- Joshua's Long Day and the Dial of Ahaz, a Scientific Vindication and "a Midnight Cry" (1890)
- The seal of history : our inheritance in the great seal of "Manasseh," the United States of America : its history and heraldry; and its signification unto "the great people" thus sealed  (1897)
- An Important Question in Metrology: Based Upon Recent and Original Discoveries: A Challenge to "The Metric System." and an Earnest Word with the English-Speaking Peoples on Their Ancient Weights and Measures (1884)
- The Romance of History: Lost Israel Found; Or, Jeshurun's Pilgrimage Towards Ammi, from Lo-Ammi
- The Riddle of History, a Chronological Itinerary Through the Period of the Judges: Together with Other Biblico-Literary Excursus (1892)